# Нейпелс (Південна Дакота)
Нейпелс (англ. Naples) — місто (англ. town) в США, в окрузі Кларк штату Південна Дакота. Населення — 41 особа (2010).

## Географія
Нейпелс розташований за координатами 44°46′18″ пн. ш. 97°30′47″ зх. д. / 44.77167° пн. ш. 97.51306° зх. д. (44.771645, -97.513038).  За даними Бюро перепису населення США в 2010 році місто мало площу 0,36 км², уся площа — суходіл.

## Демографія
Згідно з переписом 2010 року, у місті мешкала 41 особа в 12 домогосподарствах у складі 10 родин. Густота населення становила 114 осіб/км².  Було 12 помешкання (33/км²).
Расовий склад населення:
| - 90,2 % — білих - 9,8 % — чорних або афроамериканців |

До двох чи більше рас належало 0,0 %. Частка іспаномовних становила 0,0 % від усіх жителів.
За віковим діапазоном населення розподілялося таким чином: 39,0 % — особи молодші 18 років, 51,2 % — особи у віці 18—64 років, 9,8 % — особи у віці 65 років та старші. Медіана віку мешканця становила 28,8 року. На 100 осіб жіночої статі у місті припадало 141,2 чоловіків;  на 100 жінок у віці від 18 років та старших — 127,3 чоловіків також старших 18 років.
За межею бідності перебувало 3,6 % осіб, у тому числі 0,0 % дітей у віці до 18 років та 0,0 % осіб у віці 65 років та старших.
Цивільне працевлаштоване населення становило 7 осіб. Основні галузі зайнятості: виробництво — 42,9 %, будівництво — 14,3 %, сільське господарство, лісництво, риболовля — 14,3 %.